# Cecilia Beaux
Cecilia Beaux (Filadelfia, 1º maggio 1855 – Gloucester, 17 settembre 1942) è stata una pittrice statunitense. 
Ritrattista, fu un'esponente autorevole dell'impressionismo americano.

## Biografia
Iniziò la sua attività artistica dipingendo su porcellana e producendo litografie e disegni. Fu allieva di Catharine Ann Drinker nel 1871, e dell'olandese Francis Adolf van der Wielen dal 1872 al 1873; si iscrisse alla Pennsylvania Academy of the Fine Arts di Filadelfia dal 1877 al 1878 per studiare ancora con Camille Piton nel 1879 e con William Sartain dal 1881 al 1883.
Il suo primo importante ritratto a olio fu Last Days of Infancy, del 1885 (collezione privata). Trasferitasi a Parigi, studiò ancora all'Académie Julian e all'Académie Colarossi dal 1888 al 1889 con i pittori Tony Robert-Fleury e William-Adolphe Bouguereau. Lavorò anche a Concarneau, in Bretagna, nel gruppo di artisti fondato da Alfred Guillou, e fece un viaggio in Italia; nel 1890 presentò alcune tele all'Esposizione di Parigi.
Tornata a Filadelfia, ottenne nel 1893 la medaglia d'oro del Philadelphia Art Club, il premio Dodge della New York National Academy e altri riconoscimenti; nel 1902 divenne membro della National Academy of Design di New York. Fu la prima donna a essere chiamata ad insegnare nell'Accademy of Fine Arts della Pennsylvania dal 1895 al 1915.
Nel 1919 la Beaux ricevette dalla U. S. War Portraits Commission l'incarico di illustrare vari protagonisti della Prima Guerra Mondiale, fra i quali Georges Clemenceau, Henry James e l'ammiraglio sir David Beatty.
Ritrasse anche Edith Roosevelt nel quadro Edith Roosevelt con la figlia. Tra i suoi migliori dipinti si possono annoverare Dorothea e Francesca, ed Ernesta e la nurse, opera in cui ella mostra la sua felice disposizione per il ritratto infantile, nello stile di John Singer Sargent. La qualità della sua pittura e la scelta dei soggetti è anche stata avvicinata a quella di Mary Cassatt.
Smise di dipingere verso il 1930 e nel 1935 le venne dedicata una grande retrospettiva dall'American Academy of Arts and Letters.
Cecilia Beaux morì ottantasettenne a Green Alley, presso Gloucester nel 1942, e venne sepolta a Bala Cynwyd (Pennsylvania.

## Galleria d'immagini

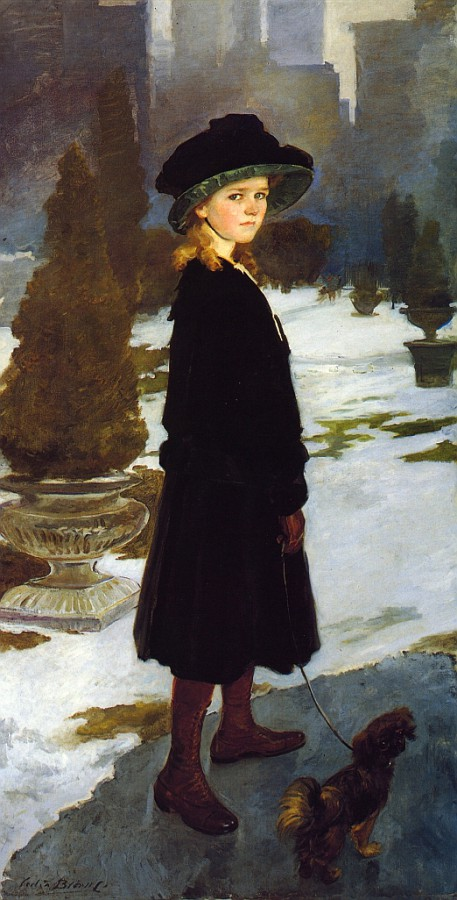
Alice Davison
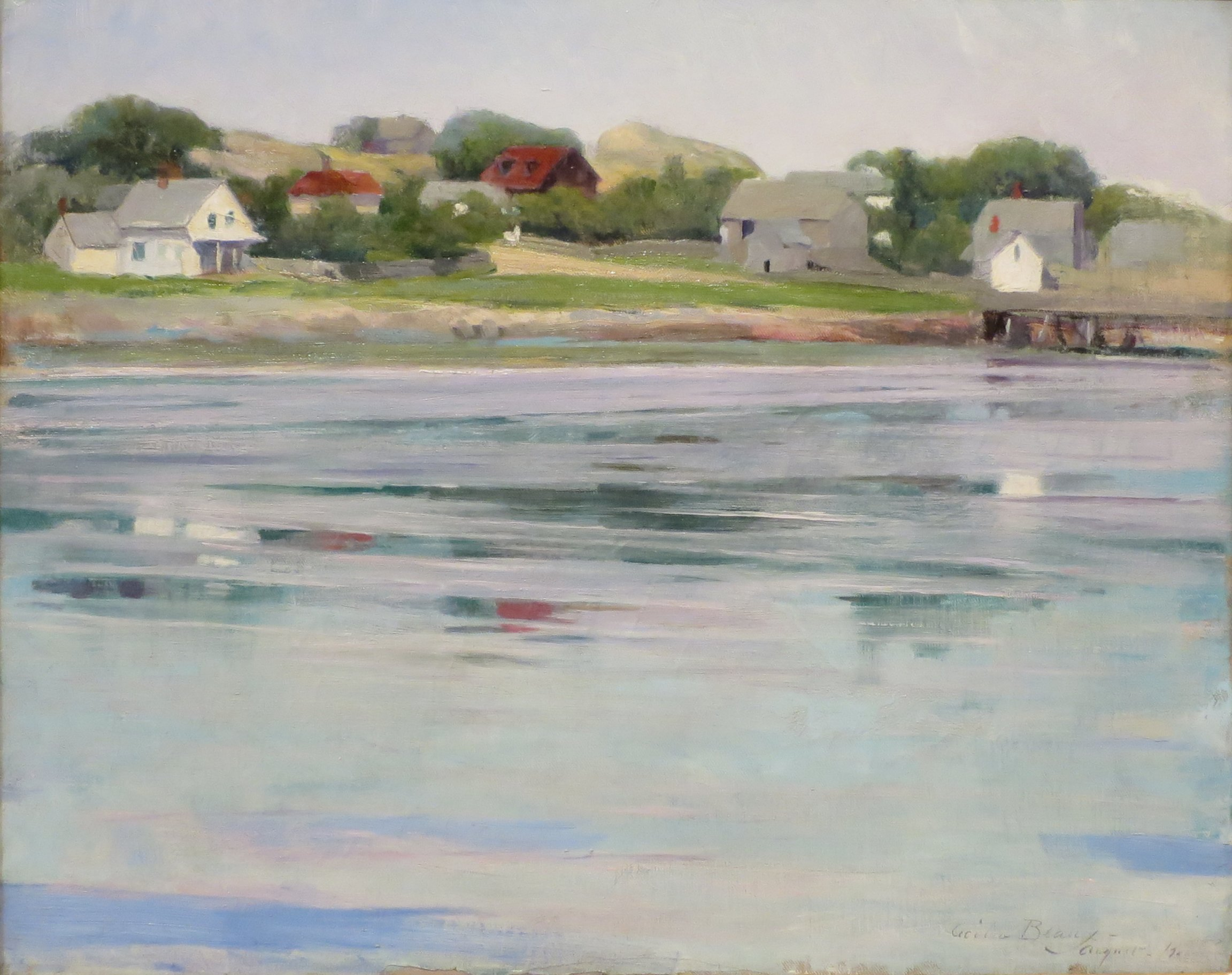
Mezza marea nel fiume Annisquam
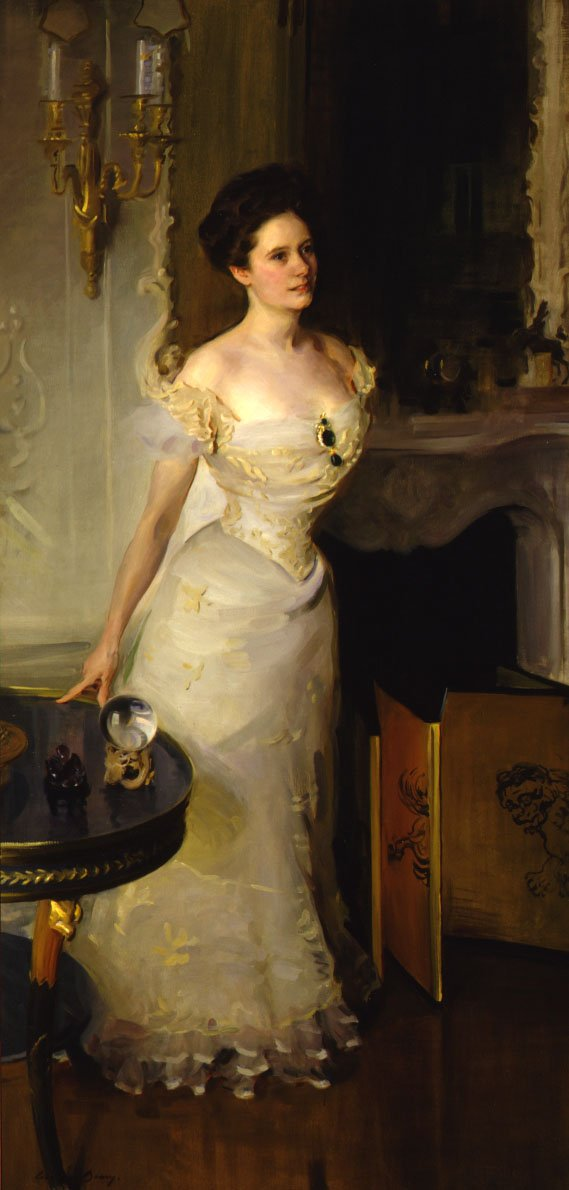
Mrs Larz Anderson
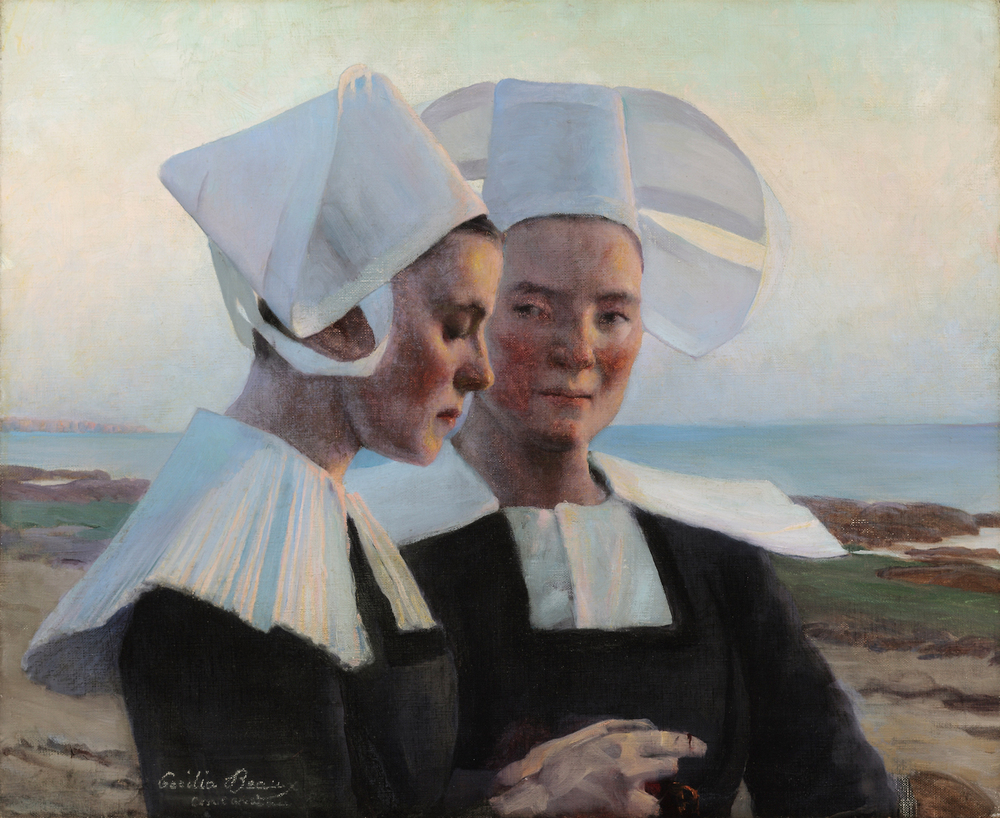
Confidenze al tramonto
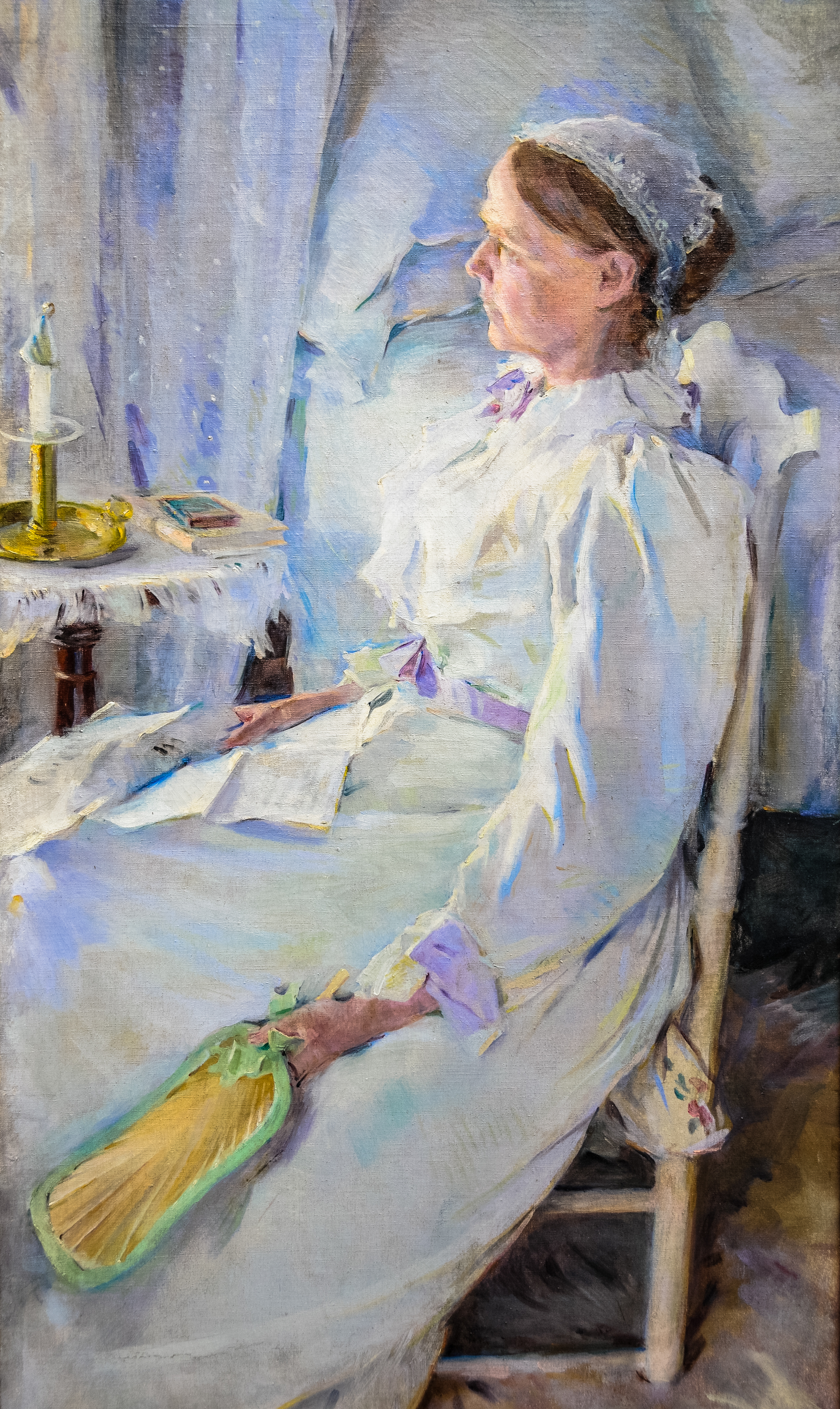
Donna del New England
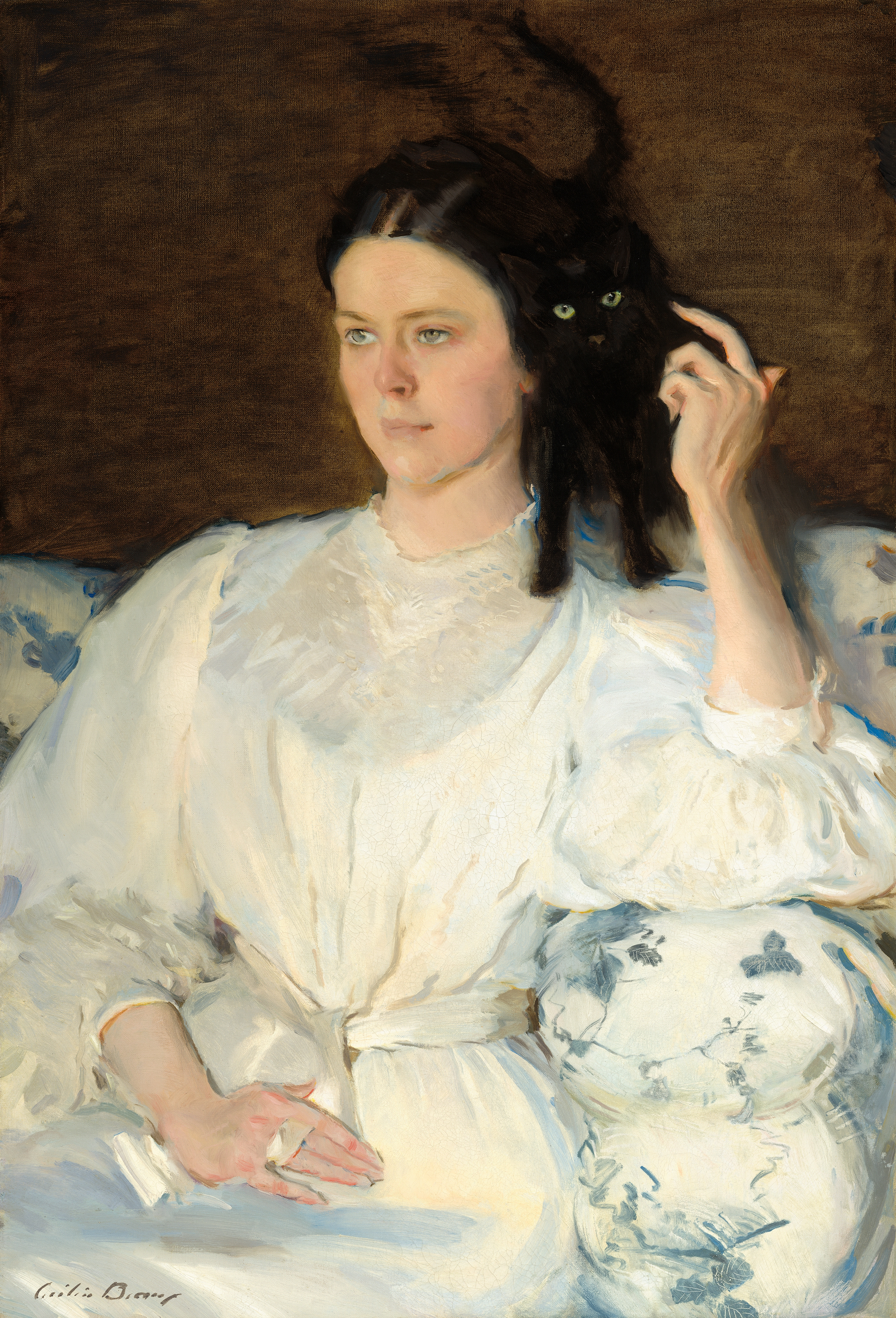
Sarah Allibone Leavitt